# Eva Heckscher
Eva Heckscher, född 20 januari 1936 i Uppsala, död 12 november 2004, var en svensk journalist och diplomat.

## Biografi
Heckscher var dotter till partiledaren och professorn Gunnar Heckscher och Anna Britta Vickhoff samt syster till Einar Heckscher, Sten Heckscher, Ivar Heckscher och David Heckscher. Heckscher började sin karriär som journalist på olika tidningar 1959-1966, innan hon anställdes på Utrikesdepartementet (UD) 1966. Hon tjänstgjorde i New York, Nairobi, Bonn och i Stockholm. Heckscher var ambassadör i Dhaka 1985-1989. Hon var första kvinnliga enhetschefen på politiska avdelningen vid UD 1989-1992 och var därefter ambassadör i Bangkok 1992-1997, med sidoackreditering i Vientiane, Phnom Penh och Rangoon.. Heckscher var den första kvinnan på tjänsten som säkerhetschef på UD.
Heckscher var medlem i Fria Moderata Studentförbundet. Hon avled den 12 november 2004 och gravsattes den 22 december 2004 på Skogskyrkogården i Stockholm.